# Hemithecium aphanes
Hemithecium aphanes är en lavart som först beskrevs av Mont. & Bosch, och fick sitt nu gällande namn av M. Nakan. & Kashiw. Hemithecium aphanes ingår i släktet Hemithecium och familjen Graphidaceae.   Inga underarter finns listade i Catalogue of Life.